# Robison Peak
Robison Peak är en bergstopp i Antarktis. Den ligger i Östantarktis. Nya Zeeland gör anspråk på området. Toppen på Robison Peak är 2 230 meter över havet, eller 264 meter över den omgivande terrängen. Bredden vid basen är 2,5 km.
Terrängen runt Robison Peak är huvudsakligen kuperad, men åt nordväst är den platt. Trakten är obefolkad. Det finns inga samhällen i närheten. 